# Jan Baptysta Czempiński

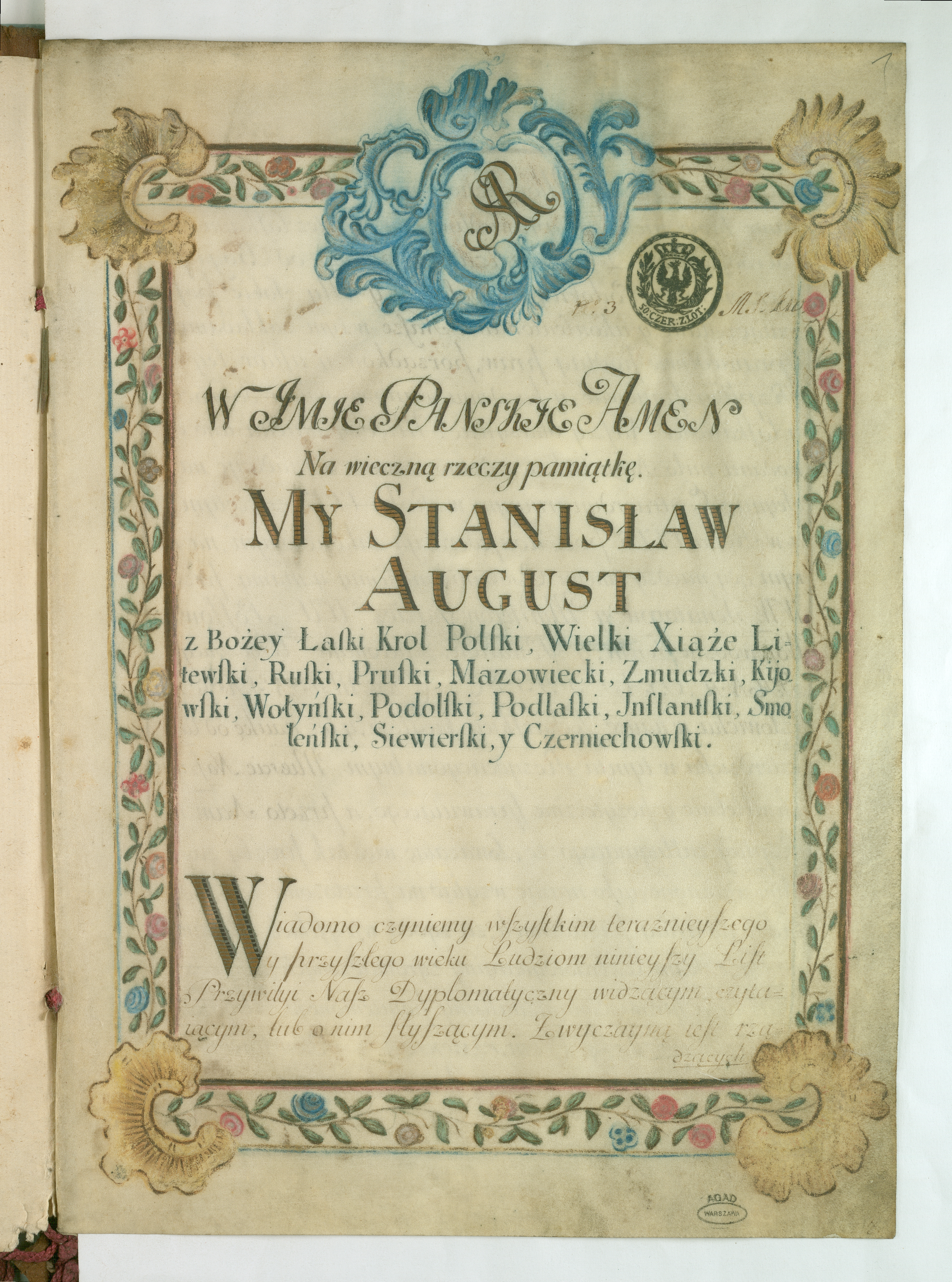
Przywilej nobilitacyjny Jana Baptysty Czempińskiego wydany przez Stanisława Augusta Poniatowskiego

Jan Baptysta Chrzciciel Czempiński herbu Lew z Laurem (ur. 1721 w Warszawie, zm. 7 lutego 1786) – lekarz Szkoły Rycerskiej, sekretarz królewski pochodzenia mieszczańskiego, nobilitowany przez Sejm Rozbiorowy, wykonał pierwsze szczepienie na ospę prawdziwą w Polsce.

## Życiorys
Urodził się w 1721 roku w rodzinie mieszczańskiej w Warszawie. Ukończył szkoły jezuickie w Warszawie, a następnie Uniwersytet Padewski, gdzie w 1744 roku uzyskał tytuł doktora filozofii i medycyny. Po powrocie do Polski otworzył praktykę lekarską oraz został sekretarzem królewskim. W 1767 roku został lekarzem Szkoły Rycerskiej w Warszawie. W 1769 roku w Szpitalu Dzieciątka Jezus wykonał wraz z Troszlem pierwsze w Polsce szczepienie przeciwko ospie prawdziwej. Nobilitowany na sejmie w 1775 roku, przywilej nobilitacyjny otrzymał w 1781 roku od Stanisława Augusta Poniatowskiego. Zebrany z cieszącej się dużym uznaniem praktyki lekarskiej kapitał 200 000 złotych polskich stracił w wyniku inwestycji budowlanej.

## Życie prywatne
Syn mieszczanina i sekretarza królewskiego Ambrożego Tomasza Czempińskiego i Teresy. Żonaty trzykrotnie, pierwsze małżeństwo z Magdaleną Miller (ok. 1750), z którą miał jednego syna Pawła, z drugą żoną nieznaną z imienia nie miał dzieci, natomiast z trzecią żoną Prowidencją Fontaną herbu Fontana miał piętnaścioro dzieci, z czego przeżyło dziewięcioro.